# کربلایی حیدر
کربلایی حیدر روستایی در دهستان ادیمی بخش مرکزی شهرستان نیمروز استان سیستان و بلوچستان ایران است. بر پایه سرشماری عمومی نفوس و مسکن در سال ۱۳۹۰ جمعیت این روستا ۱۴۲ نفر (در ۳۵ خانوار) بوده است.